# スチット・ウォンテート
スチット・ウォンテート（สุจิตต์ วงษ์เทศ,
1945年4月23日 - ）はタイの詩人、作家、歴史家。プラーチーンブリー県出身。

## 略歴
スチットは1945年4月23日プラーチーンブリー県シーマハーポー郡タムボン・コークピープ バーン・ダーンに生まれる。1964年シラパコーン大学考古学部に入学。1969年高校時代に同級生であったカンチャイ・ブンパーンとの合詩集『俺は天下の学生さまだ』で世間の注目を集める。1970年大学卒業後、カンチャイ・ブンパーンとともにククリット・プラーモートの主宰する日刊紙『サヤーム・ラット』に入社し、革新的ジャーナリストとして活躍。入社一年後にアメリカ合衆国に遊学。在米中にも『サヤーム・ラット』紙や『ネーション』紙のスッティチャイ・ユンに短編や記事を書き送っていた。さらにプラーニー・ウォンテートと結婚。1972年タイに帰国し、『サヤーム・ラット』紙に戻って働くが、カンチャイ・ブンパーンとサティアン・ヂャンティマートーンと独立し、新聞の新設を求めたが認められなかった。1973年月刊『プラチャーチャート』（ประชาชาติ）を創設。その後、日刊紙に発展させたが、1976年に廃刊。1979年月刊文芸誌『シラパワタナタム』誌（ศิลปวัฒนธรรม）を創刊し、現在も刊行されている。『シラパワタナタム』誌の中ではスチットはトーンブーム・バーンダーン（ทองเบิ้ม  บ้านด่าน）のペンネームを用いている。1993年、シーブーラパー賞を受賞。2002年、国家芸術家の指定を受ける。

## 作品

### 詩集
- （カンチャイ・ブンパーンと共著）『俺は天下の学生さまだ』1969年（กูเป็นนิสิตนักศึกษา）
- 『国民のうた』1982年

### 短編
- 『デート将軍』1969年（ขุนเดช）
- 『仏の御加護?』

### 小説
- 『経典に飽きた若者』1969年

### 邦訳
- 岩城雄次郎 編訳 「スチット・ウォンテート」『タイ現代詩選‐アジアの現代文芸[タイ]⑧』財団法人大同生命国際文化基金 1994年 p.129－148。以下収録4篇[2]
  - 『俺は天下の学生さまだ』1969年
  - 『わが家は無いが、人の家建てる』1982年
  - 『手には杵、口には美徳、足には武器』1986年
  - 『タイ民主主義』1986年
- スチャート・サワッシー編　岩城雄次郎訳 『現代タイ国短編小説集　上巻』 井村文化事業社 1982年[3] ISBN 9784326910441
  - 『仏の御加護?』